# Денніс Зайденберг
Денніс Зайденберг (нім. Dennis Seidenberg; 18 липня 1981, Філлінген-Швеннінген, Німеччина) — німецький хокеїст, захисник.

## Ігрова кар'єра
Вихованець хокейної школи Швеннінгер ЕРЦ. Виступав у командах: «Адлер Мангейм», «Філадельфія Флайєрс», «Філадельфія Фантомс» (АХЛ), «Фінікс Койотс», «Кароліна Гаррікейнс», «Флорида Пантерс», «Бостон Брюїнс».
В чемпіонатах НХЛ — 468 матчів (25+126), у турнірах Кубка Стенлі — 44 матчі (2+15).
У складі національної збірної Німеччини учасник зимових Олімпійських ігор 2002, 2006 і 2010 (16 матчів, 2+1), учасник чемпіонатів світу 2001, 2002 і 2008 (20 матчів, 1+3), учасник Кубка світу 2004 (4 матчі, 0+0). У складі молодіжної збірної Німеччини учасник чемпіонату світу 2001 (дивізіон I). У складі юніорської збірної Німеччини учасник чемпіонату світу 1999.
У 2012 році увійшов до команди All-Star Кубка Шпенглера.
Брат: Яннік Зайденберг.

## Досягнення
- Чемпіон Німеччини — 2001.
- Володар Кубка Стенлі — 2011.
- Володар Кубка Колдера — 2005.